# جزيرة آبا

## موقعها الجغرافي

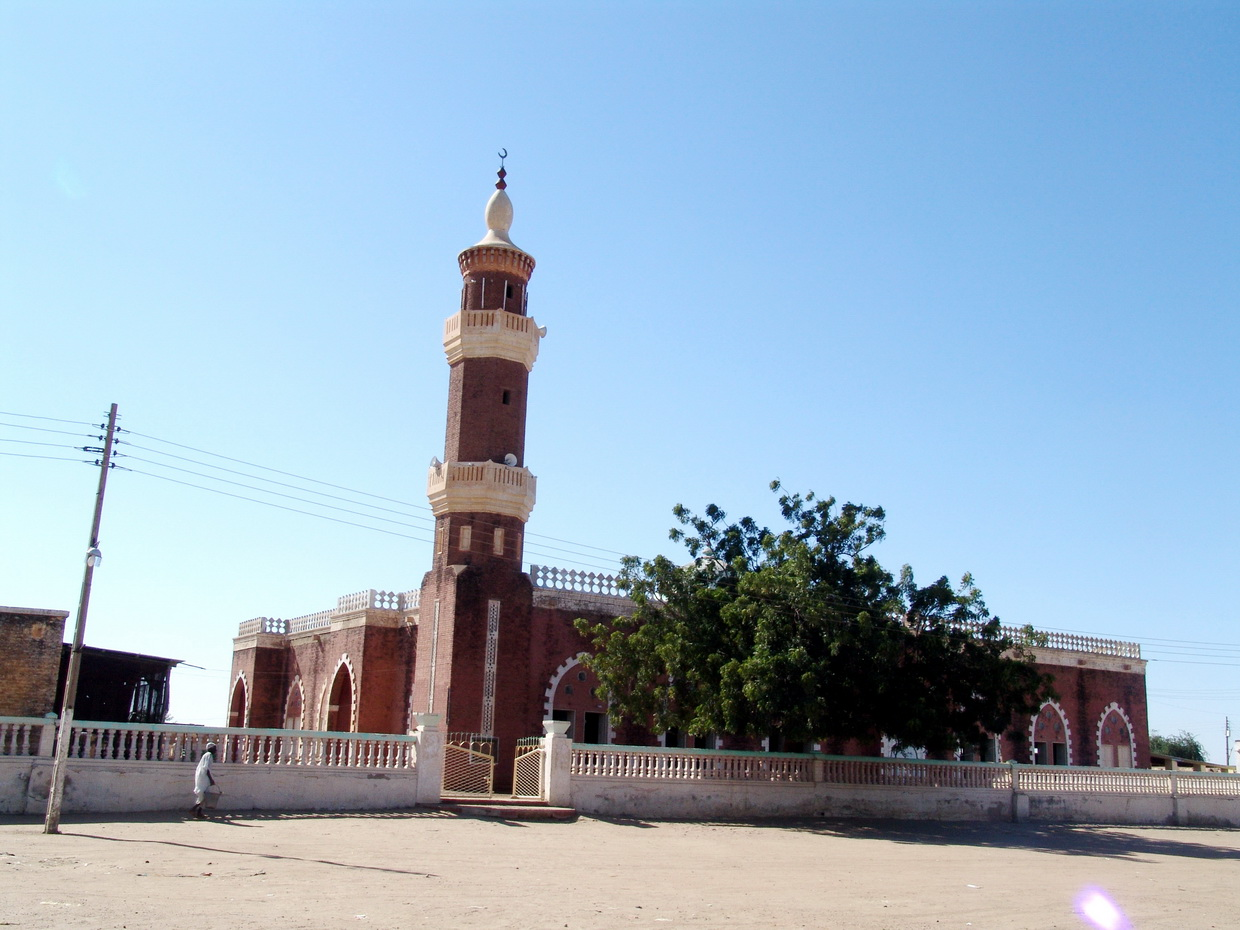
مسجد الكون في جزيرة أبا

تقع جزيرة أبا على النيل الأبيض، جنوبها كوستي، وشمالها الشوال، ومساحتها أكثر من ٩٠ ميل مربع، تبعد عن الخرطوم حوالي 150 ميل جهة الجنوب.
وتعد من أكبر الجزر على النيلين الأبيض والأزرق، وتضم بداخلها عددًا كبيراً من القرى منها: كرتوب، المقرن، طيبة، البيارة، والغار التحتاني.

## أصل التسمية
هناك قولان في أصل تسميتها: الأول: أن اسمها من لغة الشلك الذين كانوا يسكنون الجزيرة آنذاك، والقول الثاني: أنها مستمدةٌ من الكلمة العربية أبى بمعنى رفض؛ وذلك لأن أحد ملوك سنار طلب من سلطان الشلك أمرًا فأبى؛ فسميت الجزيرة بهذا الاسم.

## تاريخ الجزيرة
كانت أبا في الماضي أدغالًا يسكنها الشلك، ثم اشتهرت أثناء الثورة المهدية في السودان حين اتخذها المهدي مقرًا له سنة 1871 م (1288 هـ) وبنى بها مسجدًا وخلوة، وبدأ منها دعوته في عام 1881 م (1299 هـ). أرسلت الحكومة حملة للقبض على المهدي في 12 أغسطس 1881 م (17 رمضان 1298 هـ) واشتبكت مع أنصار المهدي في معركة عرفت باسم معركة الجزيرة أبا انتصر فيها المهدي وأنصاره، وتعد أولى معارك الثورة المهدية على الحكم التركي المصري في السودان.
ازدهرت الجزيرة أبا إبان الحكم الإنجليزي المصري للسودان على يد السيد عبد الرحمن المهدي، وذلك بعد انتهاء إقامته الجبرية بجزيرة الفيل قرب ود مدني.
عام 1970 ورداً على احتجاجات الأنصار على الحكومة التي تم تشكيلها حديثاً في الخرطوم، هاجم جعفر النميري الجزيرة بمساعدة مقاتلات-قاذفات مصرية، بقيادة حسني مبارك، الذي كان وقتها قائدًا في القوات الجوية. قُتل في هذا الهجوم ما لا يقل عن ثلاثة آلاف شخص، وقتل الإمام الهادي المهدي على الحدود الشرقية مع الحبشة أثناء محاولته الهرب من البلاد، وهو حفيد محمد أحمد المهدي قائد الثورة المهدية، وكان على رأس المعارضة لحكومة جعفر النميري.بعد هذا الهجوم صادرت الدولة مقتنيات وأملاك عائلة المهدي.

## انظر أيضًَا
- جزيرة توتي